# Moczydło (powiat kartuski)
Moczydło (dodatkowa nazwa w j. kaszub. Mòczëdło) – wieś w Polsce, położona w województwie pomorskim, w powiecie kartuskim, w gminie Sierakowice
Wieś leży na Pojezierzu Kaszubskim. Wchodzi w skład sołectwa Puzdrowo.
W latach 1975–1998 Moczydło administracyjnie należało do województwa gdańskiego.
Przed 2023 r. miejscowość była częścią wsi Puzdrowo.